# Jolin Boldt
Jolin Katarina Boldt, född 27 augusti 1951 i Helsingfors i Finland, död 1 oktober 2023 i Sankt Mikaels distrikt i Huddinge, var en sverigefinlandssvensk journalist.
Boldt invandrade till Sverige 1977. Hon var chefredaktör och ansvarig utgivare för Nyhetstidningen Sesam 1998–2002. Hon startade tidningen 1998 och begärde den i konkurs 2002. Den övertogs av mediekooperativet Fria Tidningar. 
Tidigare var hon chefredaktör för den statliga Invandrartidningen. Dessutom har hon varit pressansvarig på Centrum mot rasism. Jolin Boldt arbetade sedan som frilansjournalist samt adjunkt på Södertörns högskolas journalistutbildning.
Jolin Boldt var dotter till Lauri Boldt och Barbro Boldt samt syster till Barbara Mattsson och Peter Boldt.